# 巴拉那伊巴河畔卡尔穆
巴拉那伊巴河畔卡尔穆是巴西米纳斯吉拉斯州的一个市镇。总面积1307.119平方公里，总人口30712人，人口密度23.5人/平方公里。